# Coupe de La Réunion de football
La Coupe de La Réunion de football est une compétition de football organisée à La Réunion depuis 1957. Cette compétition n'est pas à confondre avec la Coupe régionale de France de la Réunion, dont le vainqueur est qualifié pour le 7e tour de la Coupe de France.

## Histoire
La première édition de la Coupe de la Réunion voit le Bourbon Club s'imposé en finale face au SS Franco sur le score de 2 buts à 1. La SS Jeanne d'Arc remporte par la suite deux des trois éditions suivantes, à savoir en 1958 et 1960. L'édition 1959 lui échappe au profit de la JS Saint-Pierroise.

## Palmarès
| Année     | Vainqueur               | Score                | Finaliste               |
| --------- | ----------------------- | -------------------- | ----------------------- |
| 1957      | Bourbon Club            | 3-2                  | SS Franco               |
| 1958      | SS Jeanne d'Arc         | 3-0                  | Juniors Dionysiens      |
| 1959      | JS Saint-Pierroise      | 5-1                  | SS Escadrille           |
| 1960      | SS Jeanne d'Arc         | 2-1                  | JS Saint-Pierroise      |
| 1961      | SS Patriote             | 5-2                  | Bourbon Club            |
| 1962      | JS Saint-Pierroise      | 5-1                  | SS Saint-Louisienne     |
| 1963      | US Bénédictine          | 3-1                  | Stade Saint-Paulois     |
| 1964      | SS Saint-Louisienne     | 4-2                  | US Bénédictine          |
| 1965      | finale non jouée        | finale non jouée     | finale non jouée        |
| 1966      | SS Patriote             | 2-1                  | Bourbon Club            |
| 1967      | SS Jeanne d'Arc         | 2-1                  | SS Patriote             |
| 1968      | SS Saint-Louisienne     | 4-3                  | SS Jeanne d'Arc         |
| 1969      | SS Saint-Louisienne     | 5-1                  | US Saint-Joseph         |
| 1970      | SS Saint-Louisienne     | 1-1 ; 4-0            | CS Saint-Denis          |
| 1971      | JS Saint-Pierroise      | 1-0                  | SS Patriote             |
| 1972      | US Bénédictine          | 3-1                  | SS Saint-Louisienne     |
| 1973      | SS Patriote             | 2-1                  | JS Saint-Pierroise      |
| 1974      | CS Saint-Denis          | 4-1                  | SS Jeunesse Musulmane   |
| 1975      | CS Saint-Denis          | 3-0                  | SS Juniors Dionysiens   |
| 1976      | SS Patriote             | 2-1                  | CS Saint-Denis          |
| 1977      | CS Saint-Denis          | 3-1                  | JS Saint-Pierroise      |
| 1978      | CS Saint-Denis          | 4-1                  | SS Saint-Louisienne     |
| 1979      | CS Saint-Denis          | 1-0                  | Rivière Sport           |
| 1980      | JS Saint-Pierroise      | 1-0                  | AS Poussins             |
| 1981      | SS Saint-Louisienne     | 2-0                  | SS Saint-Pauloise       |
| 1982      | US Saint-André Léopards | 1-0                  | CS Saint-Denis          |
| 1983      | FC Ouest                | 2-1                  | CS Saint-Denis          |
| 1984      | JS Saint-Pierroise      | 4-1                  | SS Patriote             |
| 1985      | CS Saint-Denis          | 3-1                  | SS Saint-Pauloise       |
| 1986      | CS Saint-Denis          | 1-0                  | SS Saint-Pauloise       |
| 1987      | SS Saint-Louisienne     | 2-1                  | JS Saint-Pierroise      |
| 1988      | CS Saint-Denis          | 3-1                  | SS Gauloise             |
| 1989      | JS Saint-Pierroise      | 2-1                  | CS Saint-Denis          |
| 1990      | SS Patriote             | 4-2                  | JS Saint-Pierroise      |
| 1991      | US Stade Tamponnaise    | 1-0                  | SS Saint-Pauloise       |
| 1992      | JS Saint-Pierroise      | 1-0                  | SS Saint-Louisienne     |
| 1993      | JS Saint-Pierroise      | 3-1                  | US Stade Tamponnaise    |
| 1994      | JS Saint-Pierroise      | 3-0                  | US Saint-André Léopards |
| 1995      | SS Saint-Louisienne     | 1-0 ap               | CS Saint-Denis          |
| 1996      | SS Saint-Louisienne     | 4-1                  | US Stade Tamponnaise    |
| 1997      | AS Marsouins            | 2-2ap (5 t.a.b à 4)  | JS Saint-Pierroise      |
| 1998      | SS Saint-Louisienne     | 1-0                  | AS Marsouins            |
| 1999      | SS Saint-Louisienne     | 1-1ap (3 t.a.b. à 1) | US Stade Tamponnaise    |
| 2000      | US Stade Tamponnaise    | 1-0                  | SS Excelsior            |
| 2001      | SS Jeanne d'Arc         | 1-0                  | SS Excelsior            |
| 2002      | SS Saint-Louisienne     | 3-2                  | JS Saint-Pierroise      |
| 2003      | US Stade Tamponnaise    | 2-1                  | SS Saint-Louisienne     |
| 2004      | AS Excelsior            | 2-1                  | US Stade Tamponnaise    |
| 2005      | AS Excelsior            | 3-2                  | Saint-Denis FC          |
| 2006      | Saint-Pauloise FC       | 2-0                  | AS Excelsior            |
| 2007      | AS Marsouins            | 2-0                  | US Sainte-Marienne      |
| 2008      | US Stade Tamponnaise    | 1-0                  | AS Excelsior            |
| 2009      | US Stade Tamponnaise    | 2-0                  | Jeanne d'Arc            |
| 2010      | US Sainte-Marienne      | 1-0                  | US Stade Tamponnaise    |
| 2011      | Saint-Pauloise FC       | 1-0 ap               | SS Saint-Louisienne     |
| 2012      | US Stade Tamponnaise    | 1-0                  | Saint-Denis FC          |
| 2013      | SS Saint-Louisienne     | 2-1                  | JS Saint-Pierroise      |
| 2014      | AS Excelsior            | 4-0                  | Saint-Pauloise FC       |
| 2015      | AS Excelsior            | 2-0                  | JS Saint-Pierroise      |
| 2016-2017 | AS Sainte-Suzanne       | 1-1ap (5 t.a.b à 3)  | AS Marsouins            |
| 2018      | JS Saint-Pierroise      | 1-0                  | AS Excelsior            |
| 2019      | JS Saint-Pierroise      | 1-0                  | SS Jeanne d'Arc         |
| 2020      | pas de finale           | pas de finale        | pas de finale           |
| 2021      | AS Saint-Louisienne     | 6-3                  | JS Sainte-Annoise       |
| 2022      | JS Saint-Pierroise      | 2-1                  | Trois Bassins FC        |
| 2023      | Saint-Pauloise FC       | 1-2                  | JS Saint-Pierroise      |
| 2024      | Tamponnaise             | 0-0ap (4 t.a.b à 5)  | AS Excelsior            |

### Bilan par clubs
| Rang | Clubs                | Titres | Année                                                                        |
| ---- | -------------------- | ------ | ---------------------------------------------------------------------------- |
| 1    | AS Saint-Louisienne  | 13     | 1964, 1968, 1969, 1970, 1981, 1987, 1995, 1996, 1998, 1999, 2002, 2013, 2021 |
| 2    | JS Saint-Pierroise   | 13     | 1959, 1962, 1971, 1980, 1984, 1989, 1992, 1993, 1994, 2018, 2019, 2022, 2023 |
| 3    | CS Saint Denis       | 8      | 1974, 1975, 1977, 1978, 1979, 1985, 1986, 1988                               |
| 4    | US Stade Tamponnaise | 6      | 1991, 2000, 2003, 2008, 2009, 2012                                           |
| 5    | SS Patriote          | 5      | 1961, 1966, 1973, 1976, 1990                                                 |
| 5    | AS Excelsior         | 5      | 2004, 2005, 2014, 2015,2024                                                  |
| 7    | SS Jeanne d'Arc      | 5      | 1958, 1960, 1967, 2001                                                       |
| 8    | US Bénédictine       | 2      | 1963, 1972                                                                   |
| 8    | AS Marsouins         | 2      | 1997, 2007                                                                   |
| 8    | Saint-Pauloise FC    | 2      | 2006, 2011                                                                   |
| 11   | Bourbon C            | 1      | 1957                                                                         |
| 11   | FC Ouest             | 1      | 1983                                                                         |
| 11   | US Sainte-Marienne   | 1      | 2010                                                                         |
| 11   | AS Sainte-Suzanne    | 1      | 2016-2017                                                                    |

### Bilan par villes
| Rang | Clubs          | Titres | avec                                     | Année                                                                              |
| ---- | -------------- | ------ | ---------------------------------------- | ---------------------------------------------------------------------------------- |
| 1    | Saint Denis    | 14     | Bourbon C, SS Patriote et CS Saint-Denis | 1957, 1961, 1966, 1973, 1974, 1975, 1976, 1977, 1978, 1979, 1985, 1986, 1988, 1990 |
| 2    | Saint-Louis    | 13     | AS Saint-Louisienne                      | 1964, 1968, 1969, 1970, 1981, 1987, 1995, 1996, 1998, 1999, 2002, 2013, 2021       |
| 3    | Saint-Pierre   | 12     | JS Saint-Pierroise                       | 1959, 1962, 1971, 1980, 1984, 1989, 1992, 1993, 1994, 2018, 2019, 2022             |
| 4    | Le Tampon      | 6      | US Stade Tamponnaise                     | 1991, 2000, 2003, 2008, 2009, 2012                                                 |
| 5    | Saint-Joseph   | 5      | AS Excelsior                             | 2004, 2005, 2014, 2015, 2024                                                       |
| 5    | Le Port        | 4      | SS Jeanne d'Arc                          | 1958, 1960, 1967, 2001                                                             |
| 7    | Saint-Paul     | 3      | FC Ouest et Saint-Pauloise FC            | 1983, 2006, 2011                                                                   |
| 8    | Saint-Benoît   | 2      | US Bénédictine                           | 1963, 1972                                                                         |
| 8    | Saint-Leu      | 2      | AS Marsouins                             | 1997, 2007                                                                         |
| 10   | Sainte-Marie   | 1      | US Sainte-Marienne                       | 2010                                                                               |
| 10   | Sainte-Suzanne | 1      | AS Sainte-Suzanne                        | 2016-2017                                                                          |